# Andrzej Tadeusz Kijowski
Andrzej Tadeusz Kijowski (Cracovia, 15 luglio 1954) è un critico letterario, poeta e giornalista polacco figlio del più noto Andrzej Kijowski. Tra il 1976 e il 1989 collabora attivamente con il KOR (Comitato di Difesa degli Operai) e tra il 1990 e il 1994 sostiene la rinascita delle autorità locali, lavorando per una televisione del luogo, la NTW, sul canale Polonia1 in oltre 250 programmi. Appassionato di Teatro, è membro dell'Associazione degli scrittori polacchi e dell'Associazione dei giornalisti polacchi.

## Opere principali
- Chwyt Teatralny  (Trucco teatrale);  Casa editrice Wydawnictwo Literackie, Cracovia 1982, ISBN  83-08-00954-9.
- Teoria Teatru  (La teoria del teatro); Casa editrice Ossolineum 1985, ISBN  83-04-01935-3.
- Separacja.SMS-y poetyckie  (Separazione, poetica SMS); pubblicato dall'autore, Varsavia 2005, ISBN  83-923292-5-2.
- Opis obyczajów w 15-leciu międzysojuszniczym 1989-2004  (Descrizione dei costumi tra le due alleanze 1989-2004), Casa editrice AnTraKt, Varsavia 2010, vol. I-IV.
  -  Odsłanianie Dramatu  (Rivelare il dramma) (vol. I) ISBN  978-83-923292-6-8.
  -  A Teraz Konkretnie  (E ora, più precisamente) (Vol. II) ISBN  978-83-923292-7-5.
  -  Teatr to miejsce spotkania  (Il teatro è un luogo di incontro), vol. III-IV.
    -  Paradoks o Ogródkach  (Paradosso del giardino) (vol. III) ISBN  978-83-923292-8-2.
    -  Thea to znaczy widzenie  (Thea cioè la vista) (vol. IV) ISBN  978-83-923292-9-9.
- Organizacja kultury w społeczeństwie obywatelskim na tle gospodarki rynkowej. Czasy kultury 1789-1989 (Organizzazione della cultura nella società civile nel contesto dell'economia di mercato. Età della cultura 1789-1989.)[1] Casa editrice Neriton, Varsavia 2015, ISBN 978-83-7543-394-4).Titolo finanziato dal Ministero polacco della Scienza e dell'Istruzione Superiore.